# Antoni Zdrojewski
Antoni Józef Zdrojewski, ps. „Daniel”, „Nestor”, „Junosza”, „Ojciec” (ur. 26 marca 1900 w Skorzewie na Kaszubach, zm. 13 maja 1989 w Paryżu) – oficer piechoty, artylerii i wojsk spadochronowych, komendant „pionu wojskowego” oraz spadochroniarz Akcji Kontynentalnej, jeden z organizatorów polskiego ruchu oporu we Francji, pułkownik wojsk polskich.
W 1964, dekretem Prezydenta RP na Uchodźstwie Augusta Zaleskiego został generałem brygady.

## Życiorys
W 1917 roku został wcielony do Armii Cesarstwa Niemieckiego, po kapitulacji II Rzeszy walczył w powstaniu wielkopolskim oraz w wojnie polsko-bolszewickiej. Od listopada 1919 roku do czerwca 1920 roku był oficerem 66 Kaszubskiego pułku piechoty. Od 14 lutego do 21 czerwca 1921 roku był słuchaczem 38. Klasy imienia księcia Józefa Poniatowskiego Szkoły Podchorążych Piechoty w Warszawie. 3 maja 1922 roku został zweryfikowany w stopniu podporucznika ze starszeństwem z dniem 1 lipca 1921 roku i 1549. lokatą w korpusie oficerów piechoty. Awansowany na porucznika ze starszeństwem z dniem 1 lipca 1921 roku w korpusie oficerów piechoty.
W latach 1923–1924 był oficerem 43 pułku piechoty Strzelców Kresowych stacjonującego w Dubnie i Brodach. Jako oficer tego pułku był odkomenderowany do batalionu szkolnego piechoty Okręgu Korpusu Nr II na stanowisko oficera broni. W listopadzie 1925 roku otrzymał przeniesienie do 16 pułku artylerii polowej w Grudziądzu, w celu przeszkolenia. Później został przeniesiony z korpusu oficerów piechoty do korpusu oficerów artylerii i mianowany dowódcą baterii w 16 pap. 27 stycznia 1930 roku został awansowany na kapitana ze starszeństwem z dniem 1 stycznia 1930 roku i 72. lokatą w korpusie oficerów artylerii. Od stycznia 1930 do grudnia 1937 dowodził III dywizjonem w macierzystym pułku. Do stopnia majora został awansowany ze starszeństwem z dniem 19 marca 1937 roku w korpusie oficerów artylerii. Od grudnia 1937 roku do września 1939 roku pełnił służbę w Departamencie Artylerii Ministerstwa Spraw Wojskowych na stanowisku szefa Wydziału Studiów.
Brał udział w kampanii wrześniowej i kampanii francuskiej, dowodził wówczas II dywizjonem 2 Warszawskiego pułku artylerii lekkiej. W 1940 został internowany w Szwajcarii, skąd uciekł w listopadzie tego samego roku uciekł do francuskiej wolnej strefy wstępując do organizowanej przez władze emigracyjne polskiej siatki. Do 1942 pełnił funkcję komendanta okręgu lyońskiego Polskiej Organizacji Walki o Niepodległość. Zagrożony aresztowaniem uciekł do Hiszpanii i przez Gibraltar dotarł do Wielkiej Brytanii. Po ukończeniu specjalnych kursów, w 1943 przerzucono go ponownie do okupowanej Francji, gdzie w stopniu podpułkownika, pod pseudonimami min. „Daniel” i „Nestor”, został komendantem Polskiej Organizacji Walki o Niepodległość. Wbrew dyrektywom rządu RP w Londynie, 29 maja 1944, podporządkował on POWN Francuskim Siłom Wewnętrznym na zasadach autonomii.
Od września do grudnia 1944, w stopniu pułkownika Polskich Sił Zbrojnych, był szefem Delegatury MON we Francji, a następnie członkiem Oddziału Likwidacyjnego we Francji. Po zdemobilizowaniu w 1947 pozostał w Europie Zachodniej, był prezesem Związku Uczestników Polskiego Ruchu Oporu we Francji. W 1964, dekretem Prezydent RP na Uchodźstwie Augusta Zaleskiego został generałem brygady. Od 1970 roku aż do śmierci był wielkim mistrzem reaktywowanego Zakonu Templariuszy. Na swojego następcę wyznaczył George’a Lamiranda.
W 1950 Antoni Zdrojewski ożenił się z Lilianą Lefevre, rodowitą Belgijką, która współdziałała z pionem wojskowym POWN w jej Ojczyźnie. Mieszkali w Paryżu przy Rue de Richelieu 25. Po swojej śmierci Zdrojewski spoczął na Cmentarzu Champeaux w Montmorency, jego imię nadano ulicom w rodzinnym Skorzewie oraz we francuskim Le Russey.

## Kontrowersje
5 lipca 1975 roku samozwańczy „Prezydent Wolnej Polski na Wychodźstwie” Juliusz Nowina-Sokolnicki mianował gen. bryg. Antoniego Zdrojewskiego „Generalnym Inspektorem Sił Zbrojnych” i awansował na generała broni ze starszeństwem z dniem 1 marca 1941 roku. 3 maja 1979 roku Juliusz Nowina-Sokolnicki mianował go Marszałkiem Polski. Wszystkie awanse i nadania odznaczeń z ramienia Sokolnickiego nie były uznawane przez władze RP na uchodźstwie (podobnie nie uznały ich władze Polski Ludowej oraz współczesne) a gen. Zdrojewski, w przeciwieństwie np. do gen. Stanisława Maczka, nie potępił działalności samozwańczego „Prezydenta”, popierając go i nosząc mundur marszałkowski.
13 maja 1978 roku w Londynie prezesi i przedstawiciele organizacji skupiających byłych żołnierzy Polskich Sił Zbrojnych na Obczyźnie, zebrani w Instytucie Polskim im. gen. Sikorskiego pod przewodnictwem Generalnego Inspektora Sił Zbrojnych, gen. dyw. Zygmunta Bohusza-Szyszko uchwalili rezolucję potępiającą działalność Juliusza Nowina-Sokolnickiego, a jako przykład jego „szkodliwej i destrukcyjnej działalności” podali uczestnictwo Zdrojewskiego 13 września 1977 roku w oficjalnej uroczystości złożenia wieńca pod Łukiem Triumfalnym w Paryżu przez I sekretarza Komitetu Centralnego Polskiej Zjednoczonej Partii Robotniczej, Edwarda Gierka. Bezpośrednio po złożeniu wieńca Edward Gierek przywitał się z generałem Zdrojewskim i nawiązał z nim krótką, serdeczną rozmowę.

## Awanse
- podporucznik – zweryfikowany 3 maja 1922
- porucznik – 1 lipca 1921[5]
- kapitan – 27 stycznia 1930[11]
- major – 19 marca 1937
- podpułkownik – 23 lipca 1943[5]
- pułkownik – 21 września 1944[5]
- generał brygady – 11 listopada 1964[13][5]

W grudniu 1944, w uznaniu zasług w walce o wolność Polski i Francji, Rząd Tymczasowy Charles’a de Gaulle’a nadał Antoniemu Zdrojewskiemu stopień generała brygady Francuskich Sił Zbrojnych.
Nadane przez samozwańczego „Prezydenta Wolnej Polski na Wychodźstwie” Juliusza Nowina-Sokolnickiego „awanse” do stopnia generała broni (5 lipca 1975) i na Marszałka Polski (3 maja 1979) nie zostały uznane zarówno przez rząd RP na uchodźstwie, jak i władze PRL oraz III RP.

## Ordery i odznaczenia

### Polska
- Krzyż Srebrny Orderu Wojennego Virtuti Militari nr 10475[20]
- Krzyż Walecznych (dwukrotnie) „za czyny męstwa i odwagi wykazane w bojach toczonych w latach 1918–1921”[21] oraz za obronę Francji[2]
- Złoty Krzyż Zasługi
- Medal Niepodległości (27 czerwca 1938)[22]
- Srebrny Krzyż Zasługi (19 marca 1935)[23]
- Krzyż Kampanii Wrześniowej 1939
- Krzyż za Wolność i Niepodległość
- Krzyż Zasługi Związku Uczestników Polskiego Ruchu Oporu (ZUPRO)
- Medal Polskiego Ruchu Oporu we Francji
- Medal Wdzięczności Armii Polskiej Ruchu Oporu we Francji
- Medal Pamiątkowy Europy

### Francja
- Kawaler Orderu Legii Honorowej (4 września 1945)[2][24]
- Krzyż Wojenny 1939–1945 z dwiema palmami i dwiema gwiazdami[2]
- Medal Francuskiego Oporu z Rozetą
- Krzyż Kombatanta-Ochotnika Ruchu Oporu
- Medal Pamiątkowy Wojny 1939–1945
- Medal Pamiątkowy Ochotników Wolnej Francji[25]

### Wielka Brytania
- Oficer Orderu Imperium Brytyjskiego (1945)[2][26]
- Gwiazda Wojny 1939–1945
- Gwiazda Francji i Niemiec
- Medal Obrony
- Medal Wojny 1939–1945